# نبرد شمال بورنئو
نبرد شمال بورنئو (انگلیسی: Battle of North Borneo) یکی از نبردهای جنگ اقیانوس آرام بود.